# Thymus baicalensis
Thymus baicalensis — вид рослин родини глухокропивові (Lamiaceae), зростає на заході Сибіру та в Монголії.

## Опис
Стебла розпластані, з короткими прямими або висхідними квітконосними пагонами, 2–5 см заввишки, запушені вниз спрямованими короткими волосками. Листки лінійні й довгасто-еліптичні, 4.5–8 мм довжиною, 1–2 мм ушир, голі або зверху з дуже короткими щетинистими волосками, на краях до половини з довгими війками. Суцвіття головчаті. Чашечки 3.5–4 мм довжиною, зверху голі або злегка запушені, знизу з відстовбурченими волосками; зубці верхньої губи на краях голі, зрідка з війками. Віночки темно-рожеві, 7–8 мм завдовжки.

## Поширення
Зростає на заході Сибіру та в Монголії.
Населяє різнотравно-злакові й типчакові степи піщані береги річок і озер, зрідка: сухі кам'янисті розсипи.